# Veine obturatrice
La veine obturatrice naît par deux branches (antérieure et postérieure), plus volumineuses que ses artères satellites.
Il arrive que la veine obturatrice soit double, composée alors d'une branche supérieure et d'une branche inférieure. Celles-ci demeurent séparées jusqu'à ce qu'elles se jettent dans la veine iliaque externe.